# فرک فان د گراف
فرک فان د گراف (انگلیسی: Freek van de Graaff؛ ۲۰ فوریه ۱۹۴۴ – ۲۴ ژوئن ۲۰۰۹ (aged 65)) ورزشکار روئینگ اهل پادشاهی هلند بود.
وی در مسابقات کشوری و بین‌المللی در مجموع برندهٔ ۱ مدال برنز شده‌است.